# 新昌県 (高碑店市)
新昌県（しんしょう-けん）は中華人民共和国河北省にかつて存在した中国の県。現在の高碑店市南東部に相当する。
769年（大暦4年）、唐朝により設置され、宋代に廃止された。